# TeamLab Planets TOKYO DMM.com
 (juin 2022).
Planets TOKYO DMM.com est une installation artistique qui utilise la technologie numérique et a été créée par TeamLab et DMM.com (ja). Elle est située à cette adresse : 6-chome, Toyosu, Koto-ku, Tokyo.

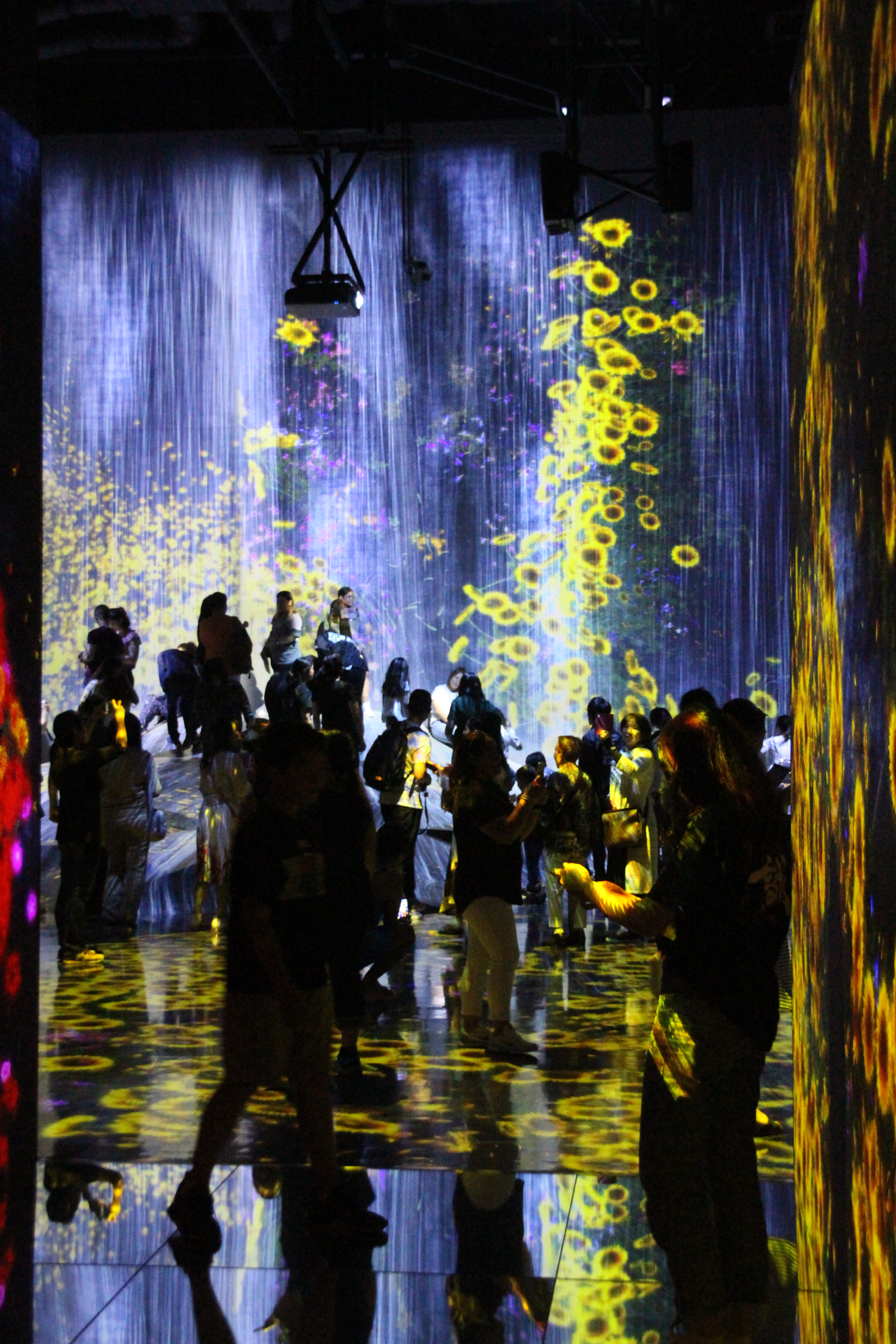
Un exemple d'univers au TeamLab

## En résumé
« DMM. Planets Art by TeamLab » fait référence à un événement qui s'est tenu à Odaiba en 2016. Après une extension de son offre artistique, l'événement est positionné à Shin-Toyosu le 7 juillet 2018 pour une période s'étalant jusqu'à la fin de 2020. Cet événement est composé à sa création de huit œuvres initiées par TeamLab et mis en scène sur quatre espaces de grande surface. L'idée est de faire en sorte que le visiteurs soit immergé dans l'œuvre elle-même, fonction dite "Body Immersive" ; de ce fait, la frontière entre le corps et l'œuvre se dissout, comme aussi les distances entre soi-même et ce qui compose son environnement dans un continuum d'existence confondue. Ceci se veut être une nouvelle expérience originale qui permet d'explorer un nouveau type de relation avec autrui et tout son environnement.
Après trois années de fonctionnement, un nouvel espace appelé la "Zone Jardin" a été inauguré le 2 juillet 2021 ; cet espace comporte en fait deux sous-espaces ou jardins. D'une part la serre aux orchidées qui en grand nombre fleurissent et sont suspendues en l'air, et d'autre part un univers de mousse qui se décline en modules sculptée rappelant des œufs. Cet espace a été ajouté à celui déjà existant de l'eau et TeamLabPlanets s'affirme ainsi comme une production de créations évolutives qui sont au total de neuf. On peut considérer que le projet correspond après cette évolution à un "musée immergé dans l'eau et un jardin fleuri".
Aussi, les visiteurs doivent-ils se déchausser en entrant afin de pouvoir patauger dans les espaces humides qu'ils vont traverser.
Ce projet, initialement créé avec une date de fermeture posée pour l'automne 2020 se voit finalement repoussé fin 2022.

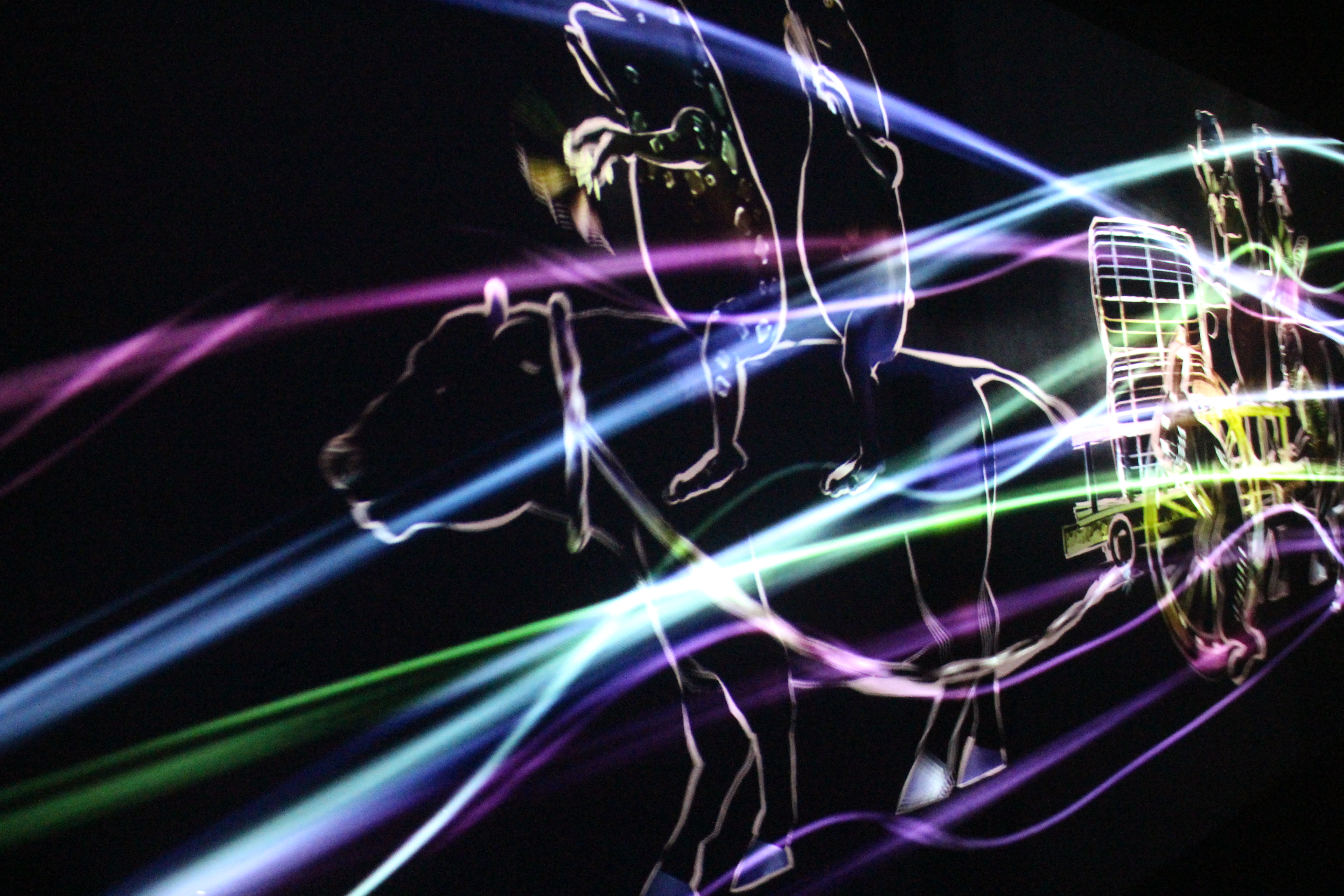
Un exemple d'univers au TeamLab en 2019
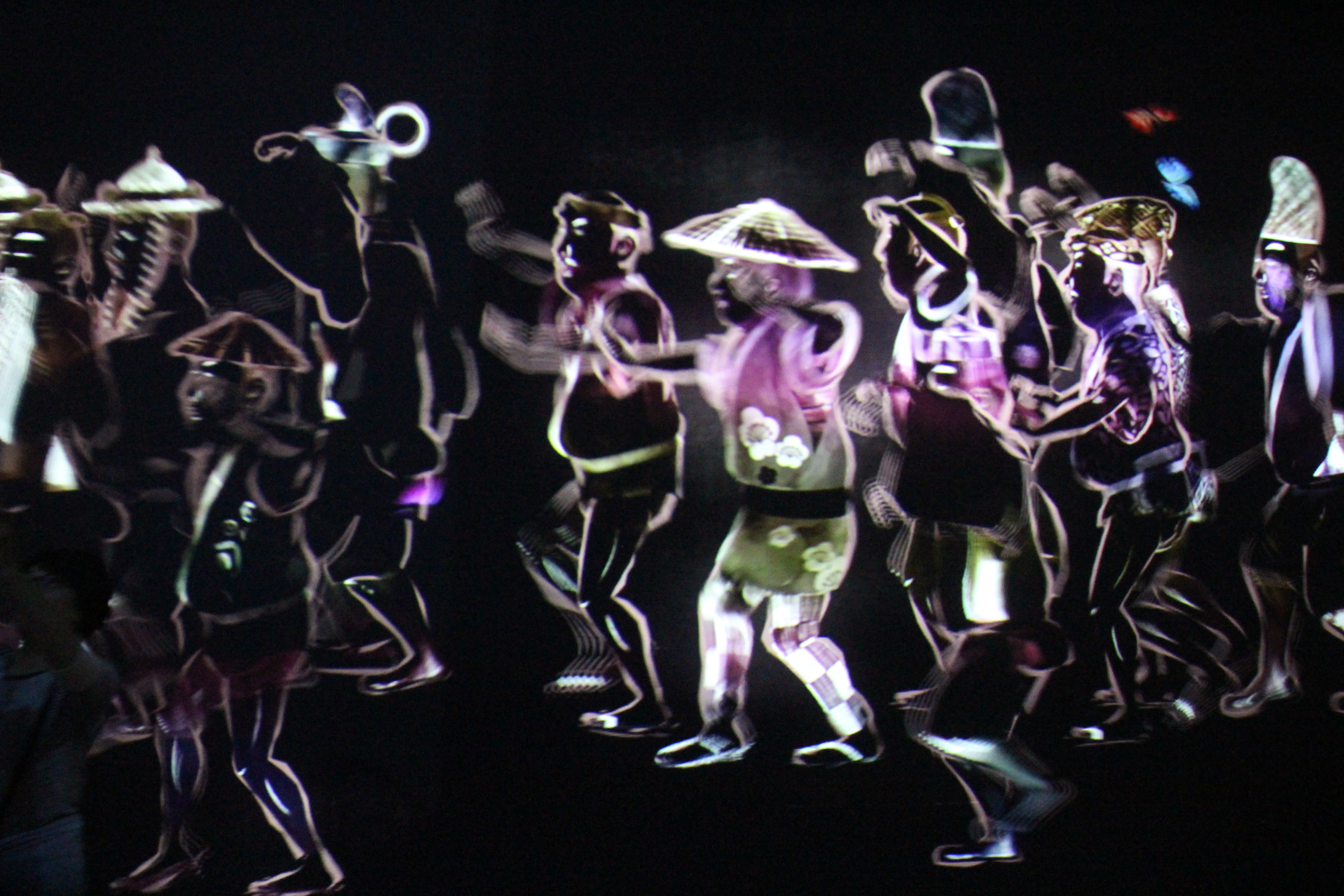
Un exemple d'univers au TeamLab en 2019
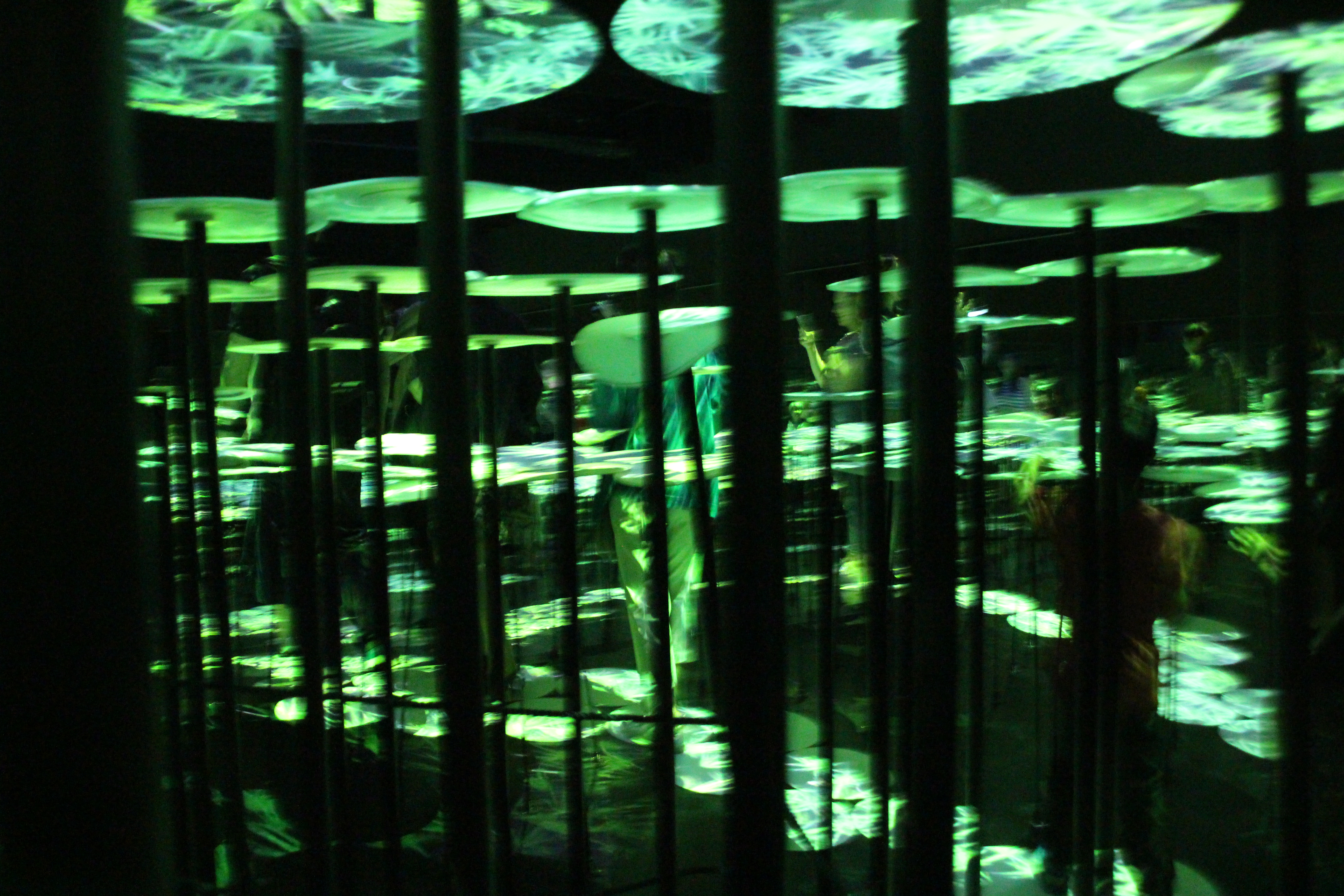
Un exemple d'univers au TeamLab en 2019
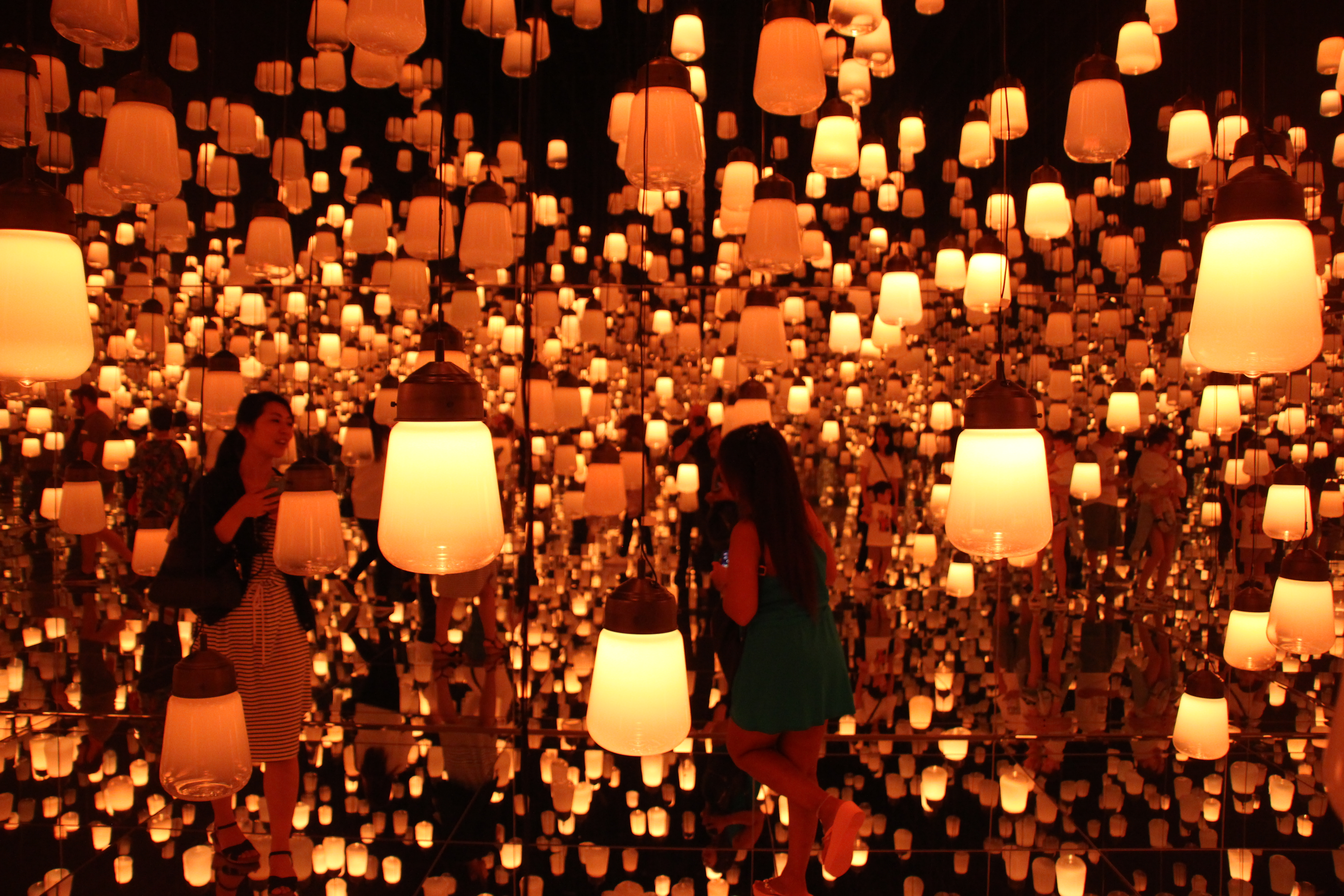
Un exemple d'univers au TeamLab en 2019
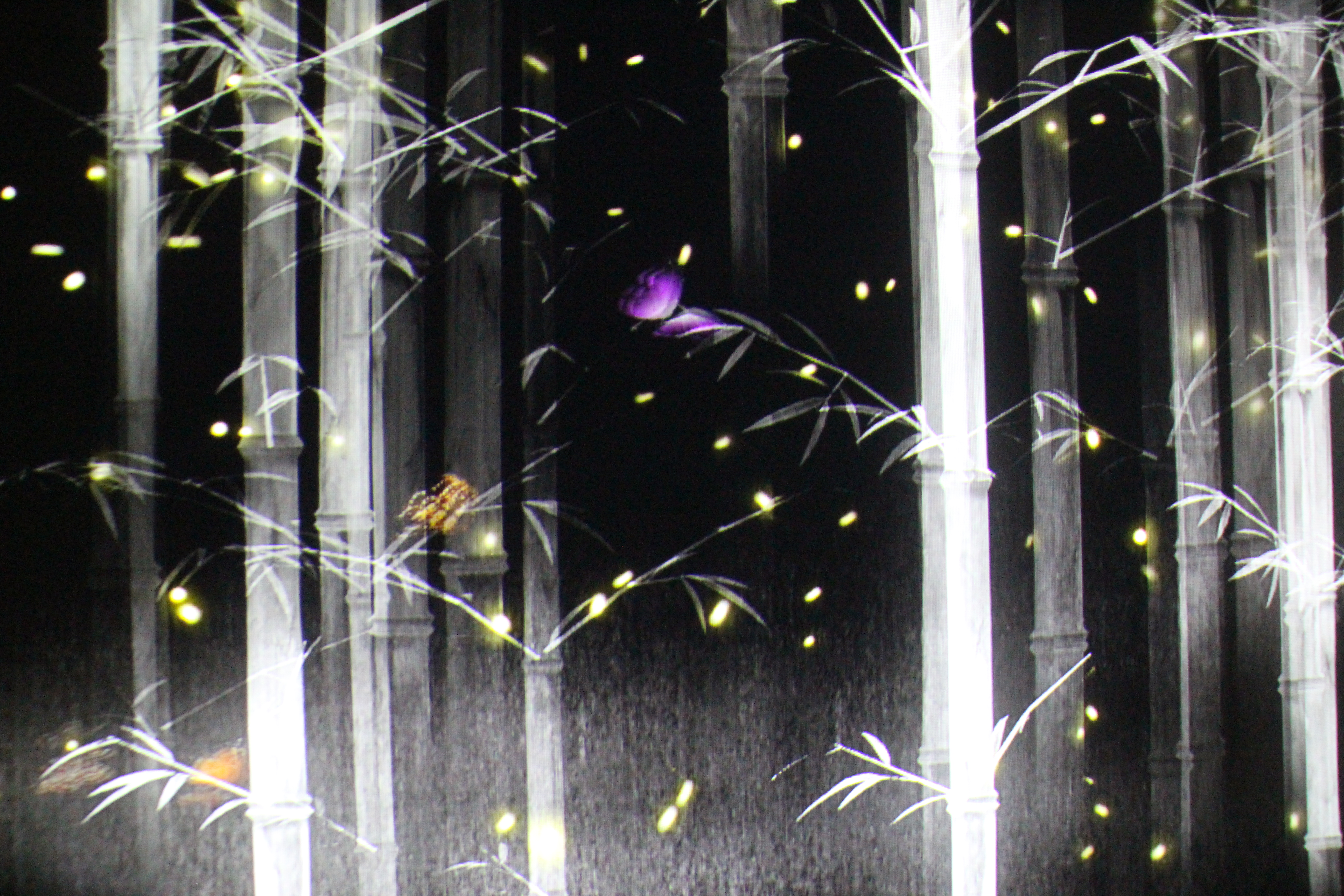
Un exemple d'univers au TeamLab en 2019

## Œuvres d'art
Les œuvres proposées évoluent depuis la création du projet, et on citera parmi un plus grand ensemble :
- La cascade de particules légères chutant du sommet de la pièce jusqu'en bas [6]
- "Soft Black Hole" ou son propre corps entre en relation avec un autre[7]
- L'univers infini de cristal [8]
- "Infinity" [9]qui propose de dessiner sur la surface liquide au rythme de la danse des carpes koï et des gens des carpes koï et des gens - Infinity [9]
- Vie froide [10]
- Extension d'un espace en trois dimensions par la transformation - Etendre 3 couleurs et 9 couleurs floues, flottant librement [11]
- Flotter dans un univers de fleurs qui tombent [12]
- Univers de particules d'eau tombant du ciel [13]
- Jardin de fleurs flottantes : les fleurs et moi venons de la même racine, le jardin et moi ne faisons qu'un [3]

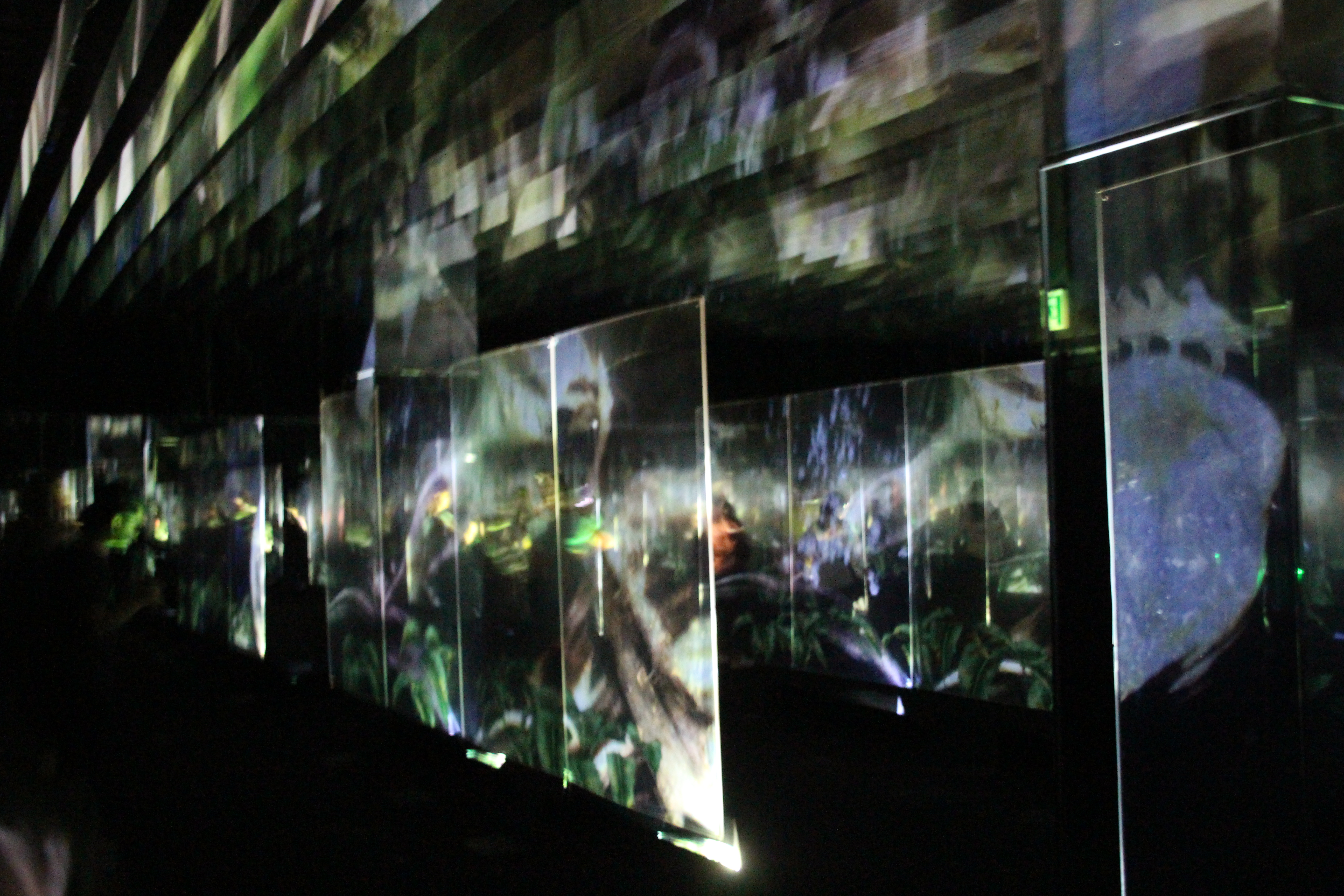
Jardin de mousse de microcosmes résonnants - Couleur de la lumière solidifiée, lever et coucher du soleil [3]  - Un exemple d'univers au TeamLab en 2019
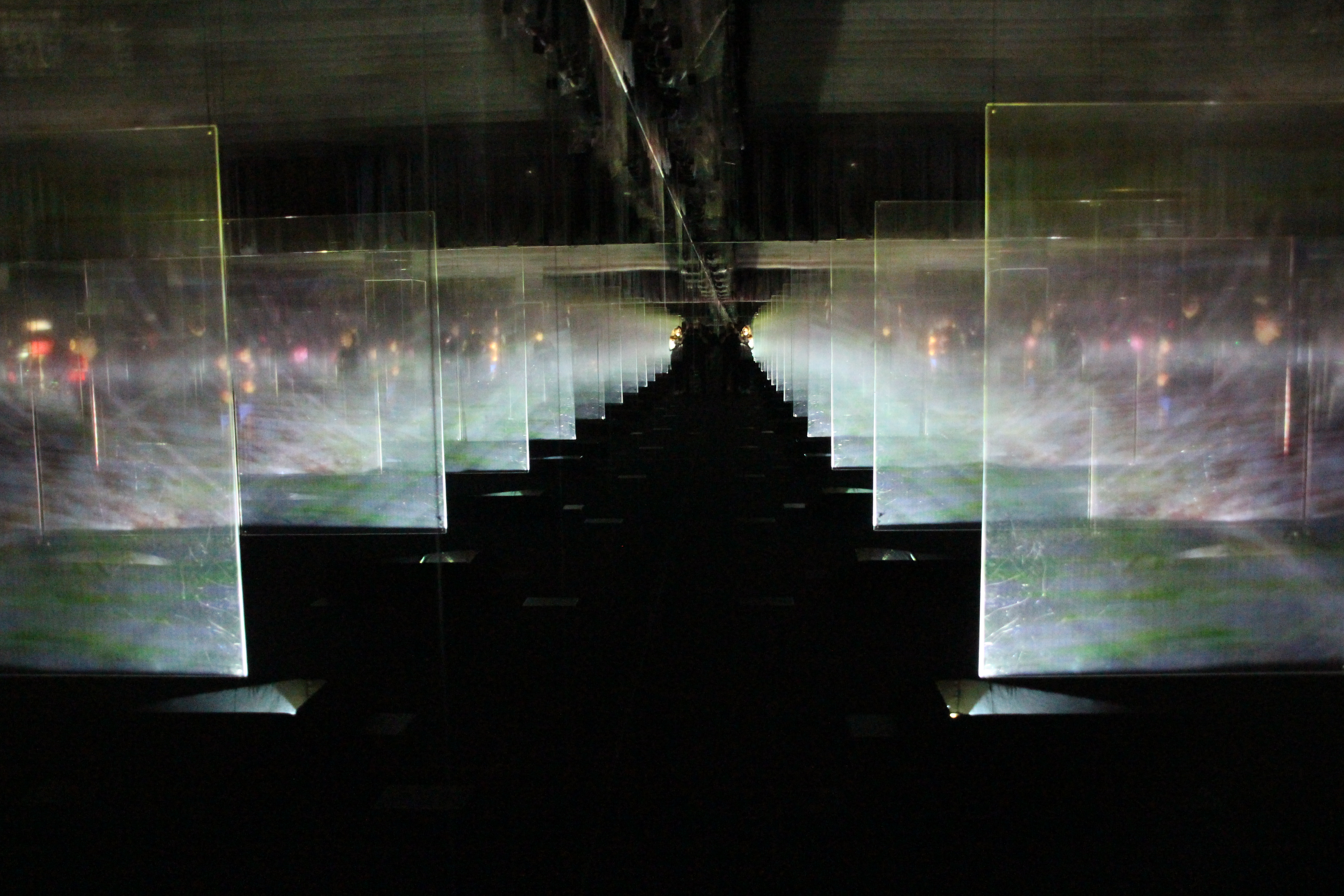
Un exemple d'univers au TeamLab en 2019
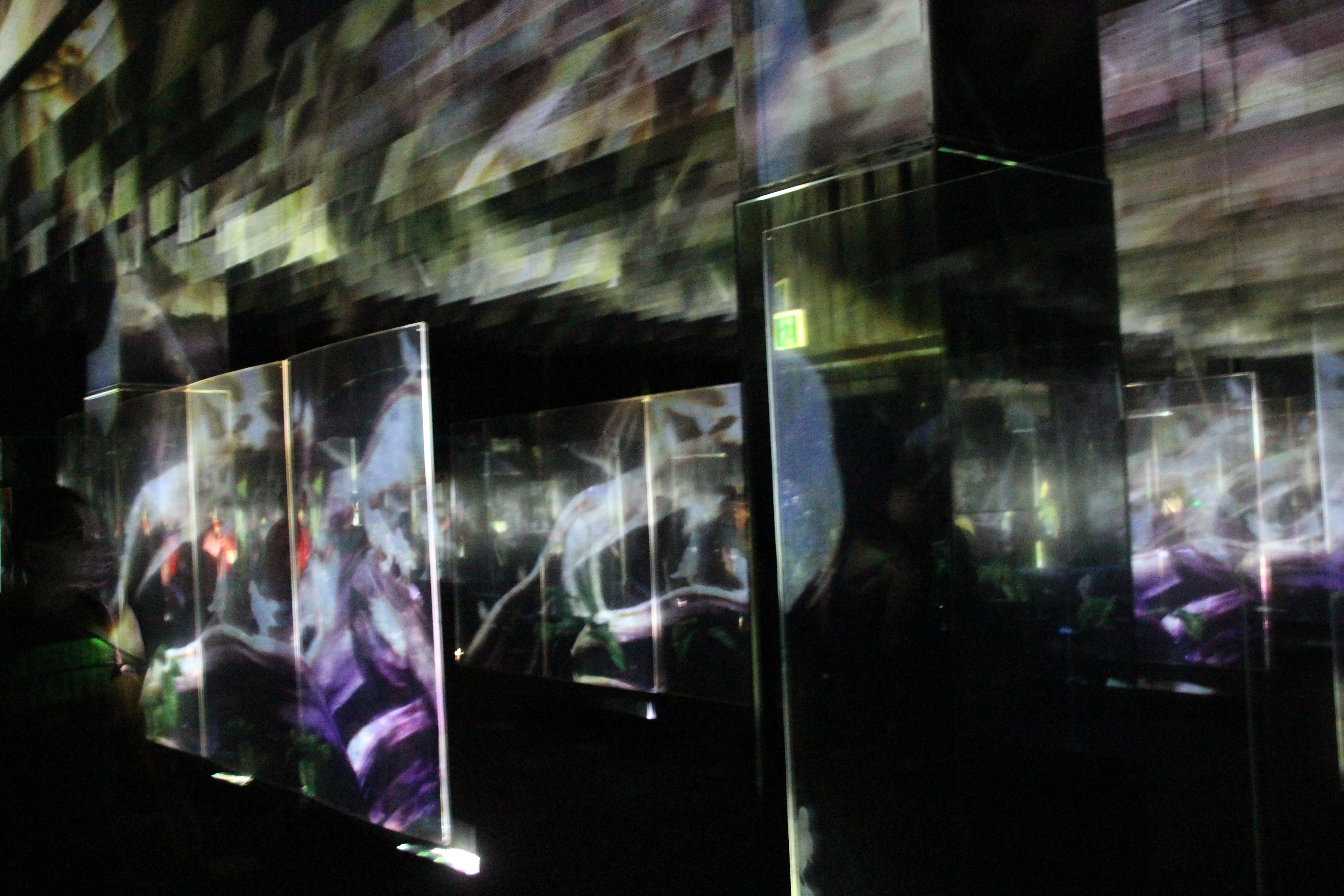
Un exemple d'univers au TeamLab en 2019
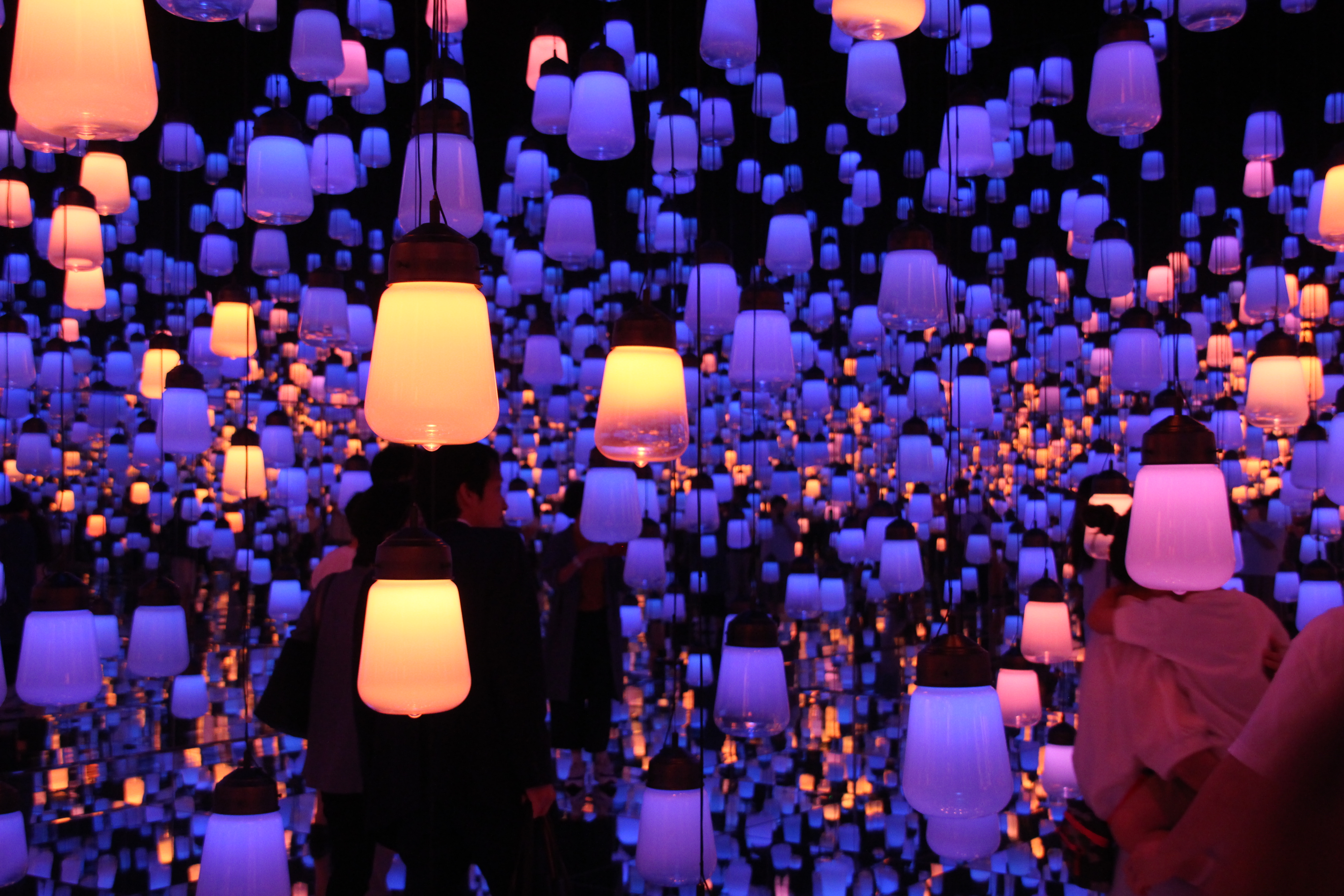
Un exemple d'univers au TeamLab en 2019
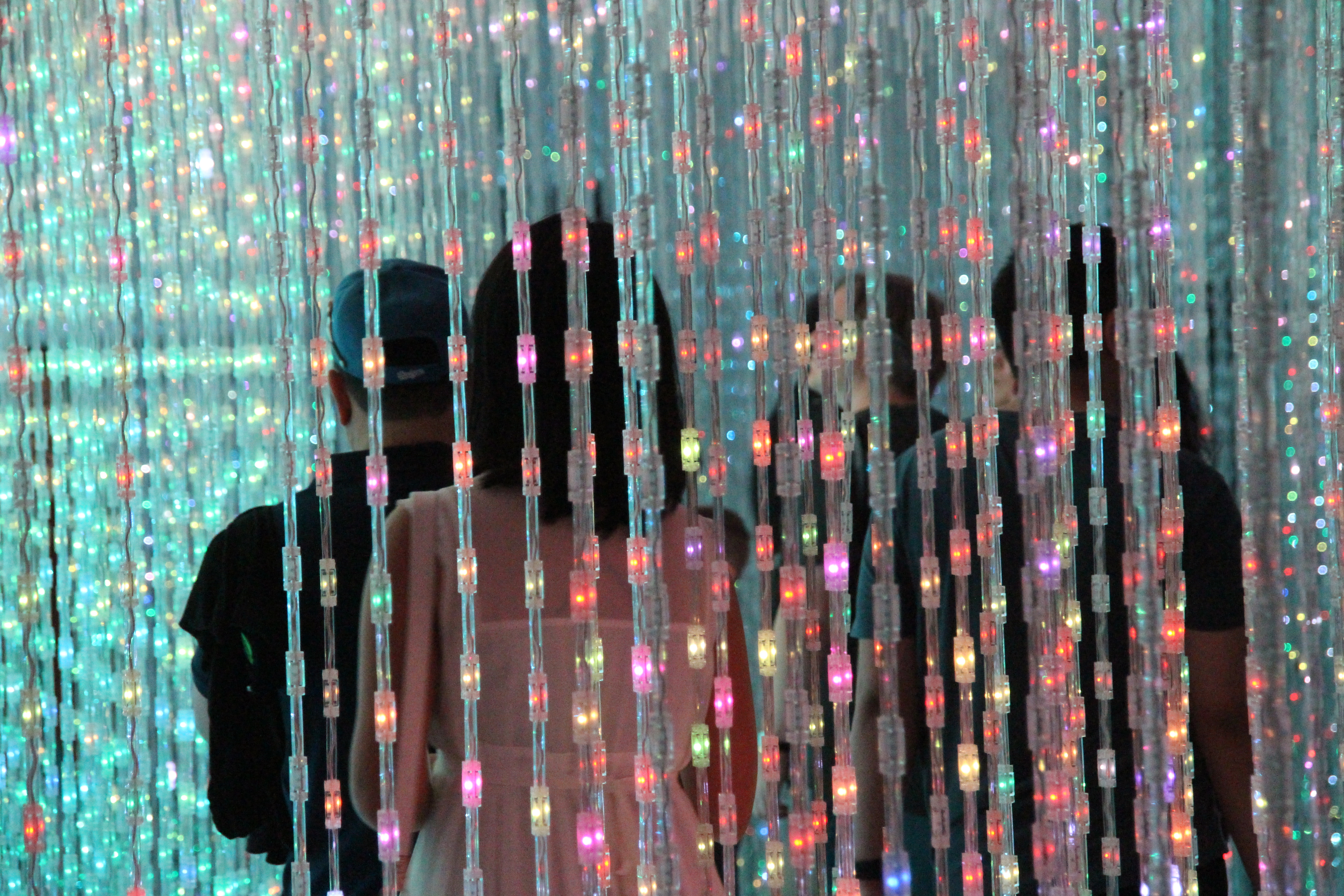
Un exemple d'univers au TeamLab en 2019

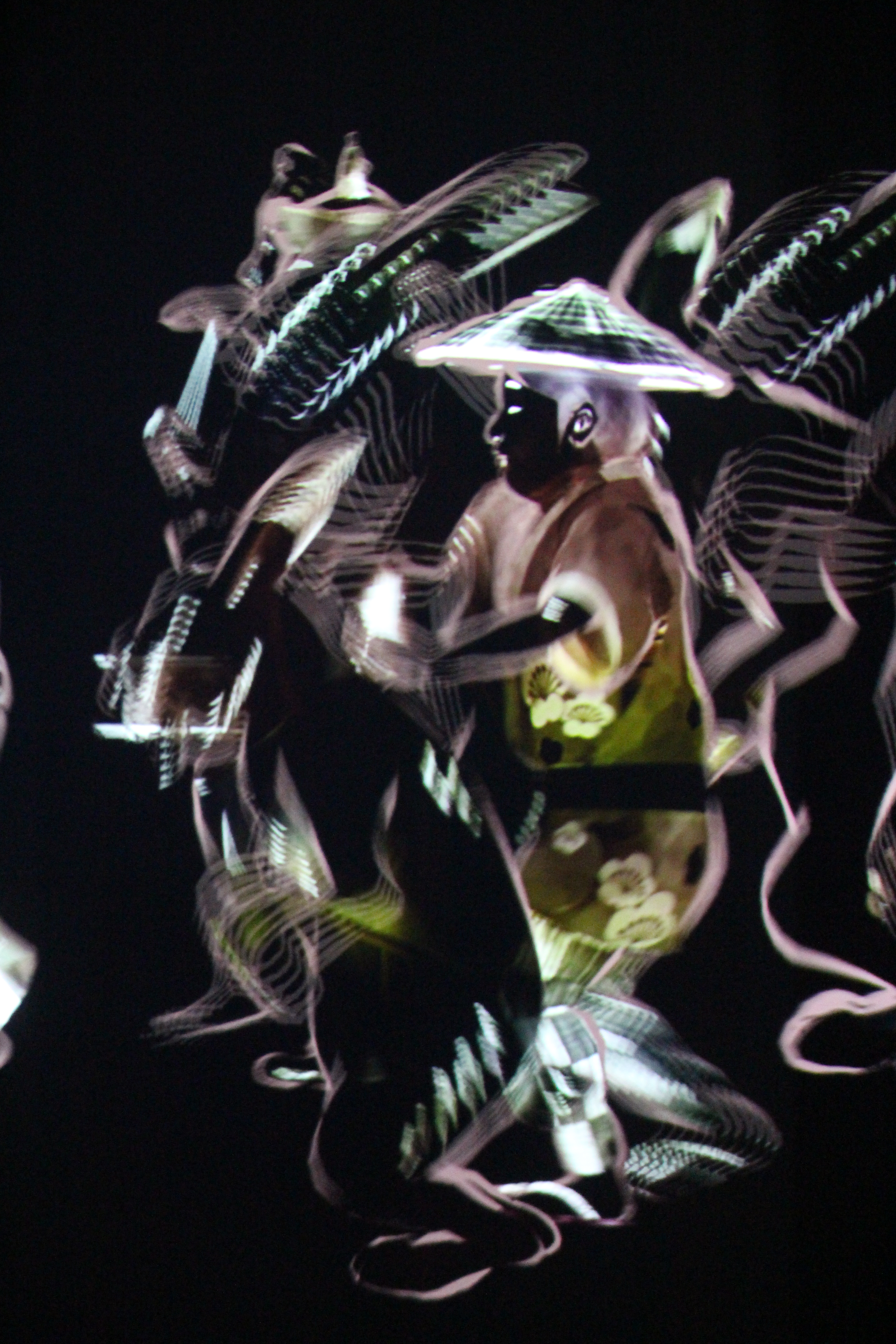
Un exemple d'univers au TeamLab

  - Un exemple d'univers au TeamLab en 2019
  - Un exemple d'univers au TeamLab en 2019
  - Un exemple d'univers au TeamLab en 2019
  - Un exemple d'univers au TeamLab en 2019

## Historique
- 7 juillet 2018 : Ouverture à Toyosu, Tokyo pour une durée limitée jusqu'à fin 2020[14].
- 27 août 2018 : Plus de 27 52 visiteurs le 30e jour depuis l’ouverture. Ouverture d’un restaurant et d’un kiosque alimentaire sur place[15].
- 20 décembre 2018 : modification de certaines œuvres d'art pour les passer en mode hiver. Signature d'un partenariat avec une entreprise liée au marché aux poissons de Toyosu[16].
- 15 mars 2019 : Lancement d'une variante saisonnière où on découvre des fleurs de cerisier dans certaines œuvres[17].
- 7 juillet 2019 : À l'occasion du 1er anniversaire, mise en place d'une variante à durée limitée où des tournesols peuvent être vus dans certaines des œuvres d'art[18].
- 29 août 2019 : Lancement d'une variante saisonnière où on découvre des feuilles d'automne et des chrysanthèmes dans certaines œuvres d'art[19].
- 8 août 2019 : Un an après son ouverture en juillet 2018, le musée a accueilli plus de 1,25 million de visiteurs de 106 pays et régions du monde[20].
- 16 février 2020 : Deux œuvres d'art de fleurs de cerisier seront publiées pour une durée limitée[21].
- 1er juin 2020 : Le musée, après avoir été temporairement fermé pour empêcher la propagation du nouveau coronavirus au Japon et à l'étranger, a annoncé qu'il reprendrait ses activités à partir du 5 juin 2020 en limitant le nombre de visiteurs[22].
- 16 juillet 2020 : En deux ans de fonctionnement, 1,8 million de personnes ont visité le musée. Une nouvelle œuvre "Universe of Water Particles Falling from the Sky" est créée. Le musée restera ouvert jusqu'à la fin de 2022[5].
- 2 juillet 2021 : Un nouvel espace composé de deux projets sur le thème du jardin ouvre trois ans après l'ouverture [3]

## Référence
- (en) Cet article est partiellement ou en totalité issu de l’article de Wikipédia en anglais intitulé « TeamLab Planets TOKYO DMM.com » (voir la liste des auteurs).

1. ↑  (en-US) « TeamLab Planets: Walk up a waterfall and catch koi fish at new digital art museum in Tokyo », SoraNews24 -Japan News-, 20 août 2018 (consulté le 16 décembre 2020)
2. ↑  (en-US) Tsujiguchi, « teamLab Planets in Tokyo: All you need to know about the digital museum », VOYAPON, 2 novembre 2020 (consulté le 27 janvier 2021)
3. 1 2 3 4  (en-GB) Steen, « teamLab Planets Tokyo is getting two new installations and they are stunning », Time Out Tokyo (consulté le 7 juillet 2021)
4. ↑  (en) « Psychedelic Artists Wowing Japan are Taking the Show to New York », Bloomberg.com,‎ 18 juillet 2018 (lire en ligne, consulté le 16 décembre 2020)
5. 1 2  (en-GB) Furutani, « teamLab is installing a digital waterfall in Tokyo this summer », Time Out Tokyo (consulté le 10 décembre 2020)
6. ↑  (en) « Waterfall of Light Particles at the Top of an Incline | teamLab Planets TOKYO | teamLab / チームラボ », planets.teamlab.art (consulté le 16 décembre 2020)
7. ↑  (en) « Soft Black Hole - Your Body Becomes a Space that Influences Another Body | teamLab Planets TOKYO | teamLab / チームラボ », planets.teamlab.art (consulté le 16 décembre 2020)
8. ↑  (en) « The Infinite Crystal Universe | teamLab Planets TOKYO | teamLab / チームラボ », planets.teamlab.art (consulté le 16 décembre 2020)
9. 1 2  (en) « Drawing on the Water Surface Created by the Dance of Koi and People - Infinity | teamLab Planets TOKYO | teamLab / チームラボ », planets.teamlab.art (consulté le 16 décembre 2020)
10. ↑  (en) « Cold Life | teamLab Planets TOKYO | teamLab / チームラボ », planets.teamlab.art (consulté le 16 décembre 2020)
11. ↑  (en) « Expanding Three-Dimensional Existence in Transforming Space - Flattening 3 Colors and 9 Blurred Colors, Free Floating | teamLab Planets TOKYO | teamLab / チームラボ », planets.teamlab.art (consulté le 16 décembre 2020)
12. ↑  (en) « Floating in the Falling Universe of Flowers | teamLab Planets TOKYO | teamLab / チームラボ », planets.teamlab.art (consulté le 16 décembre 2020)
13. ↑  (en) « Universe of Water Particles Falling from the Sky | teamLab Planets TOKYO | teamLab / チームラボ », planets.teamlab.art (consulté le 16 décembre 2020)
14. ↑  « 6時間以上待ちのまま47日間で幕を閉じた、DMM.プラネッツ（2016）が進化。超巨大没入空間「チームラボ プラネッツ TOKYO DMM.com」東京・豊洲に2020年まで期間限定オープン。 », sur 日刊工業新聞電子版 (consulté le 11 juin 2023)
15. ↑  (ja) « 52日間で来場者数30万人を突破！「チームラボ プラネッツ TOKYO DMM.com」で30万人目のお客様に記念品を贈呈しました！ », sur ZDNet Japan (consulté le 11 juin 2023)
16. ↑  « Immerse Yourself in the World of Innovative Art at teamLab Planets in Toyosu, Tokyo », www.tsunagujapan.com (consulté le 10 décembre 2020)
17. ↑  (en-US) « Amazing new Tokyo art exhibit lets you create cherry blossoms just by touching light【Video】 », SoraNews24 -Japan News-,‎ 21 mars 2019 (consulté le 16 décembre 2020)
18. ↑  (en) « teamLab Blooms Digital Sunflower Art at teamLab Planets TOKYO », MOSHI MOSHI NIPPON | もしもしにっぽん,‎ 3 juillet 2019 (consulté le 10 décembre 2020)
19. ↑  (en-CA) « teamLab Planets, a Museum Where You Move Through Water in Toyosu, Tokyo, Is Currently a Space for Autumn. The Carp Swimming on the Water's Surface Change into Autumn Leaves When They Collide with Visitors. », financialpost (consulté le 10 décembre 2020)
20. ↑  (en) « teamLab Borderless Becomes the Most Visited Single-Artist Museum in the World. », www.businesswire.com, 8 août 2019 (consulté le 16 décembre 2020)
21. ↑  « teamLab Planets TOKYO transforms art with cherry blossoms », Blooloop (consulté le 10 décembre 2020)
22. ↑  (en-US) « teamLab Planets: Sakura *Temporarily Closed* », Tokyo Weekender (consulté le 10 décembre 2020)